# 西里站 (日本)

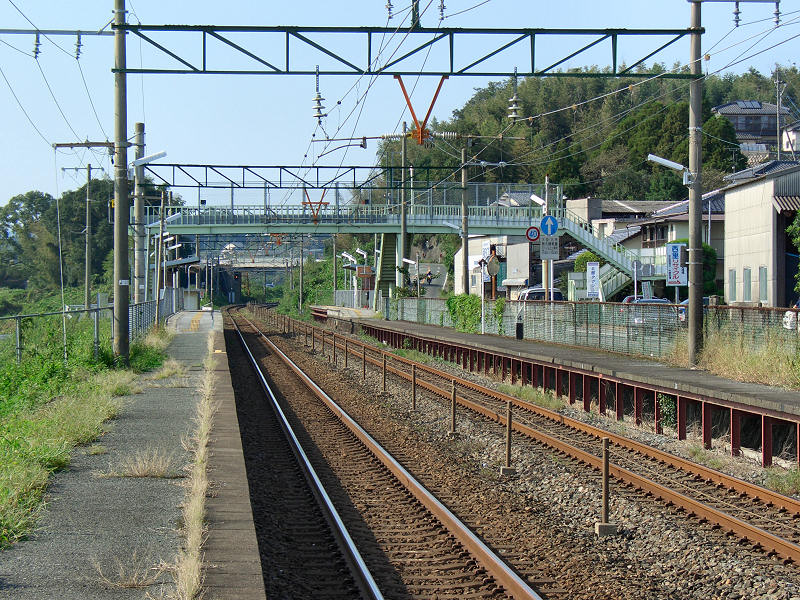
站內（望向植木方向）

西里站（日语：／ Nishisato eki */?）是位於熊本縣熊本市北區下硯川町，九州旅客鐵道（JR九州）的鹿兒島本線車站。

## 歷史
此站與田原坂站都是由號誌站在太平洋戰爭中建立。此站先升級為車站，而田原坂站於1965年（昭和40年）才升級為車站。
- 1943年（昭和18年）10月1日 - 鐵道省開設西里號誌站[1]。
- 1954年（昭和29年）12月10日 - 號誌站升級至西里站[1]。
- 1987年（昭和62年）4月1日 - 伴隨國鐵分割民營化，車站由九州旅客鐵道（JR九州）營運。
- 2012年（平成24年）12月1日  - 此站可以使用IC卡「SUGOCA」[2]。
- 2014年（平成26年）3月15日 - 實施時間表修正，所有快速「熊本快車」停站[3]。
- 2015年（平成27年）3月14日 - 實施時間表修正，設立月台編號。

## 車站構造
車站是一座地面車站，設有2面2線的相對式月台。車站沒有候車室，並跨線橋與行人天橋一體化，跨越縣道31號與連接上下行線月台。
車站是一座無人車站。在2006年（平成18年）3月18日實施時間表修正後，使用一人控制列車的方法改變。使下行月台的候車室中設有乘車票自動售票機。

### 月台
| 月台 | 路線        | 上下行 | 方向                   | 備註          |
| ---- | ----------- | ------ | ---------------------- | ------------- |
| 1    | ■鹿兒島本線 | 上行   | 大牟田、鳥栖、博多方向 | ※大學出口一方 |
| 2    | ■鹿兒島本線 | 下行   | 熊本、八代方向         | ※縣道出口一方 |

## 使用狀況
在2018年度，1日平均乘車人次為909人。
以下是近年各年度的1日平均乘車人次。當中，在2015年度前是根據《熊本市統計書》的數據，在2016年度起是根據JR九州公布的數據。
近年由於站前建設了熊本保健科學大學，因此使用人次有所增加。另外，在一人控制中會作出廣播提醒學生此站是最接近該大學。
| 年度   | 1日平均 乘車人次 | 變化率 |
| ------ | ---------------- | ------ |
| 2001年 | 100              |        |
| 2002年 | 95               | -5.0%  |
| 2003年 | 225              | 136.8% |
| 2004年 | 275              | 22.2%  |
| 2005年 | 308              | 12.0%  |
| 2006年 | 405              | 31.5%  |
| 2007年 | 488              | 20.5%  |
| 2008年 | 526              | 7.8%   |
| 2009年 | 566              | 7.6%   |
| 2010年 | 613              | 8.3%   |
| 2011年 | 674              | 10.0%  |
| 2012年 | 717              | 6.5%   |
| 2013年 | 785              | 9.5%   |
| 2014年 | 777              | -1.0%  |
| 2015年 | 881              | 13.4%  |
| 2016年 | 883              | 0.2%   |
| 2017年 | 915              | 3.6%   |
| 2018年 | 909              | -0.7%  |

## 車站周邊
車站西邊設有廣寬的田地，在東邊設有一些村落，在距離車站東邊1公里程離設有住宅團地，為密集的住宅用地。
另外，站前設有產交巴士「西里站前」巴士站。設有巴士路線連接熊本櫻町巴士總站方向和植木町方向。另外此站的站名讀法為，當地讀法為。
- 熊本縣道31號熊本田原坂線（日语：熊本県道31号熊本田原坂線）
- 熊本縣道330號熊本山鹿自動車道線（日语：熊本県道330号熊本山鹿自転車道線）（熊鹿家庭之路）
- 熊本保健科學大學（日语：熊本保健科学大学）
- 熊本市立西里小學（日语：熊本市立西里小学校）
- Foodpal熊本（日语：フードパル熊本）
- 熊本西環狀道路（日语：熊本西環状道路）「和泉交匯處（日语：和泉インターチェンジ (熊本県)）」

## 巴士路線
西里駅站
- 產交巴士（日语：九州産交バス）

新3系統、太郎迫線（櫻町BT - 新町 - 本妙寺電停 - 上熊本站前 - 西里站前 - 萬樂寺）

## 相鄰車站
九州旅客鐵道
■鹿兒島本線
■區間快速、■普通
植木－西里－崇城大學前

## 注腳
1. 1 2 3 4 5 6 7 8  . 週刊朝日百科. 33号 熊本駅・嘉例川駅・大畑駅ほか. 朝日新聞出版. 2013-03-31: 23.
2. ↑  . 交通新聞 (交通新聞社). 2012-12-04: 1.
3. ↑  平成26年春ダイヤ改正 （页面存档备份，存于） - JR九州官方網站 2013年12月20日
4. ↑  .   [2020-04-04]. （原始内容存档于2020-05-04）.

## 外部連結
- JR九州 – 西里車站 （页面存档备份，存于）（日語）